# Chondrodapis
Chondrodapis es un género de foraminífero bentónico de la familia Baculellidae, de la superfamilia Komokioidea y del orden Komokiida. Su especie tipo es Chondrodapis hessleri. Su rango cronoestratigráfico abarca el Holoceno.

## Discusión
Tradicionalmente Chondrodapis ha sido incluido en el orden Textulariida o en el orden Astrorhizida. Clasificaciones más modernas han incluido Chondrodapis en el suborden Astrorhizina del orden Astrorhizida.

## Clasificación
Chondrodapis incluye a las siguientes especies:
- Chondrodapis hessleri
- Chondrodapis integra